# Gudang Garam
Gudang Garam est une entreprise indonésienne de tabac produisant des cigarettes kretek.